# Тимбалэнд
Тимоти Закери Мосли (англ. Timothy Zachery Mosley; род. 10 марта 1972 года, Норфолк, Виргиния, США), более известный как Тимбалэнд (англ. Timbaland) — американский рэпер, музыкальный продюсер, аранжировщик и автор песен. Основатель лейбла Mosley Music Group, четырёхкратный обладатель премии «Грэмми».

## Творчество
Начинал в 1990-е гг., записываясь со своим товарищем Magoo в составе дуэта «Timbaland & Magoo». Кроме того, писал и аранжировал композиции для школьной подруги Мисси Элиот и для молодой певицы Алии. Его оригинальные, неповторимые аранжировки — навеянные «прифанкованным» творчеством Принса — открыли новую страницу в истории популярной музыки, снискав широкое признание как у специалистов, так и у широкой публики.
К 2006 году фирменный саунд Тимбалэнда стал стандартом современного хип-хопа и R’n’B, о чём свидетельствует тот факт, что за этот период шесть синглов с участием Тимбалэнда поднялись на вершину Billboard Hot 100 (три в исполнении Джастина Тимберлейка и три — в тандеме с Нелли Фуртадо). Также начиная с 2007 года большинство своих хитов он стал создавать в блестящем тандеме с Danja. Созданные им альбомы Джастина Тимберлейка «FutureSex/LoveSounds» и Нелли Фуртадо «Loose» стали бестселлерами 2006 года и получили не одну платину в США.
В 2007 году Тимбалэнд выпустил сольный альбом под названием «Timbaland Presents: Shock Value». Альбом стал платиновым во множестве стран и преодолел отметку в миллион проданных копий в США. В 2009 году Тимбалэнд пообещал выпустить ещё один сольный альбом под названием «Shock Value II», гостями которого объявил Кери Хилсон, Джастина Тимберлейка, Гвен Стефани, Бейонсе, Рианну, T.I., Мисси Элиот, T-Pain, Джордин Спаркс и группу «Jonas Brothers».
В 2007 году Тимбалэнд и Danja пополам спродюсировали альбом группы «Duran Duran» «Red Carpet Massacre», также с ним стали сопродюсерами первого сингла с пятого альбома Бритни Спирс «Gimme More», а в 2008 году Тимбалэнд также с Danja спродюсировали альбом поп-группы «Pussycat Dolls».
На 2009 год Тимбалэнд заявил работу над альбомами 50 Cent, Криса Корнелла (новый альбом которого «Scream» он спродюсировал полностью; релиз — 10 марта), Кери Хилсон, Летою Лакетт, Шона Пола и Sebastian. А также выпустил свой третий сольный альбом «Shock Value II».
В 2009 году была завершена работа над студийным альбомом Димы Билана. Презентация альбома состоялась 15 мая. 12 из 15 песен альбома «Believe» были записаны на студии Тимбалэнда. В записи альбома так же принимали участие Джим Бинз, Чарли Хьюп, рэпер D.O.E., брат Тимбалэнда Sebastian и Райан Теддер.

### 2010
В ноябре 2010 года Тимбалэнд объявил, что он будет выпускать новую песню каждый четверг. Свой новый альбом «Shock Value III» планирует выпустить в 2012 году. Некоторые певцы, которые появятся в записи альбома, будут Кери Хилсон, Мисси Элиот и Крис Браун. Также Тимбалэнд спродюсировал песню для Криса Брауна под названием «Paper, Scissors, Rock», которая вошла в четвёртый альбом Криса «F.A.M.E».

## Награды
- BET Hip-Hop Awards
  - 2007 — Лучший продюсер
- Грэмми
  - 2008 — Лучшая танцевальная запись «LoveStoned/I Think She Knows»
  - 2008 — Лучшее мужское вокальное исполнение (за «What Goes Around…/…Comes Around»)
  - 2007 — Лучшая танцевальная запись «SexyBack»
  - 2007 — Лучшее сотрудничество в стиле рэп (за «My Love»)
- Выбор читателей People
  - 2008 — Лучшая хип-хоп песня «Give It to Me»

## Дискография

### Альбомы
- 1998 — Tim's Bio: Life from da Bassment
- 2007 — Shock Value
- 2009 — Shock Value II
- 2024 — Yellow (with Malte Marten)
- 2025 — Timbo Progression

### Соло синглы
- «Here We Come» при участии Magoo, Мисси Элиот и Darryl Pearson
- «Lobster & Shrimp» при участии Jay-Z
- «Give It to Me» при участии Джастина Тимберлейка и Нелли Фуртадо
- «Throw It On Me» при участии The Hives
- «The Way I Are» при участии Кери Хилсон, D.O.E. и Sebastian
- «Apologize» при участии OneRepublic
- «Scream» при участии Кери Хилсон и Николь Шерзингер
- «Release» при участии Джастина Тимберлейка
- «Pass at me» при участии Pitbull и Давида Гетты
- «If we ever meet again» при участии Кэти Перри
- «All Night Long» при участии Деми Ловато
- «Morning After Dark» при участии Нелли Фуртадо и Soshy

### В сотрудничестве
- 1997: Welcome to Our World (с Magoo)
- 2001: Indecent Proposal (с Magoo)
- 2003: Under Construction, Part I (с Magoo)